# Latte di cocco

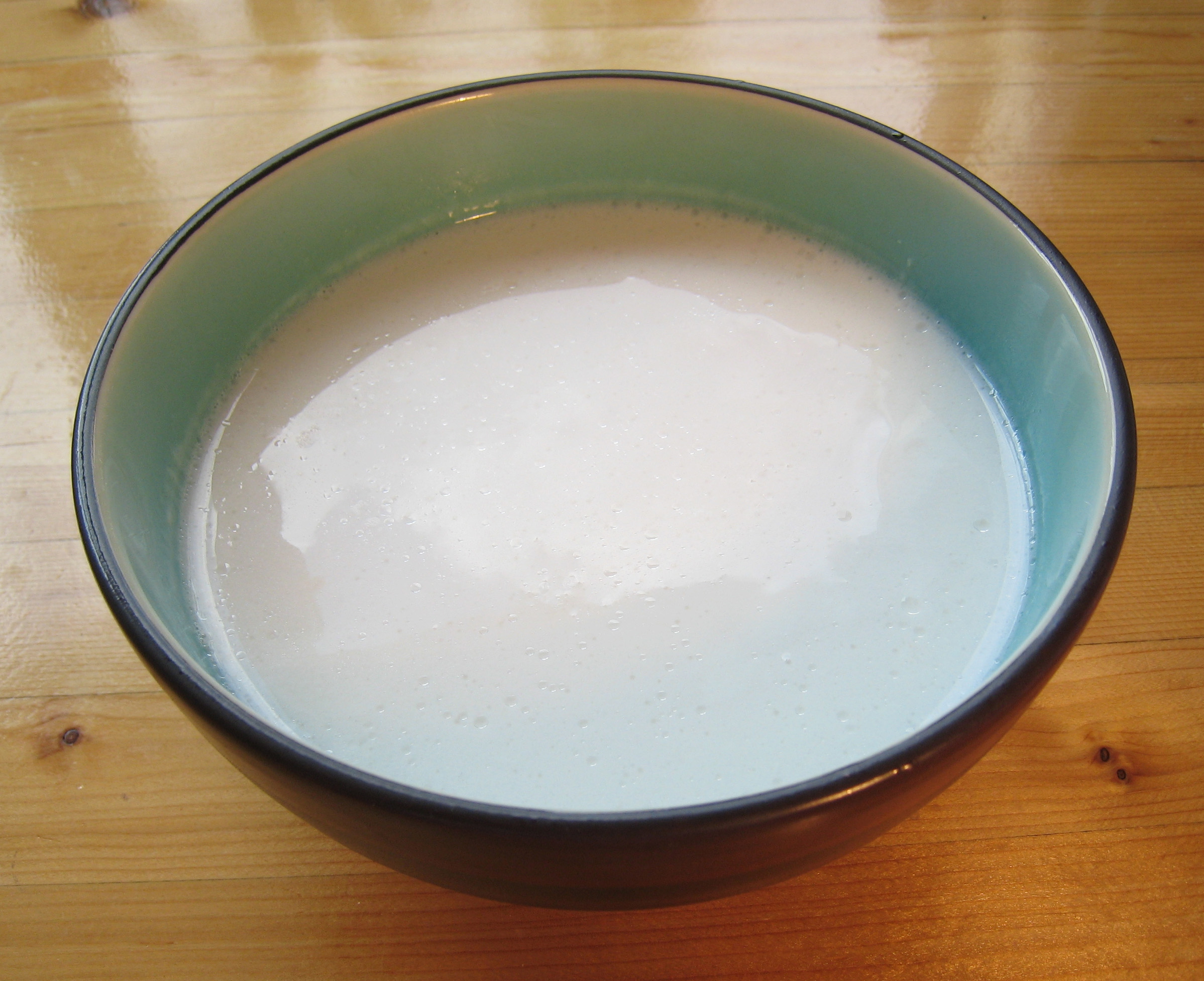
Ciotola con bevanda al cocco

Per latte di cocco si intende comunemente un prodotto ottenuto dalla polpa interna (endosperma) del seme della Cocus nucifera.  Viene comunemente chiamato noce di cocco sia il frutto che il seme della Cocus nucifera, la palma da cocco.
Essendo proibito nell'Unione europea l'utilizzo in ambito alimentare del termine "latte" per prodotti non di derivazione animale, può essere commercializzato chiamandolo bevanda al o di cocco.
La composizione del latte di cocco dipende dalla quantità di acqua utilizzata per l'estrazione, influenzando in modo significativo l'umidità e il contenuto di grassi finale. Tecnicamente è una emulsione di grassi, per lo più solidi a 15 °C , in acqua. Il latte di cocco appena estratto ha un pH leggermente acido (5,9) e coagula se riscaldato a 80 °C.
Si può avere:
- latte di cocco, cioè una emulsione ottenuta disperdendo l'endosperma del cocco sminuzzato in acqua;
- latte di cocco leggero, ottenuto centrifugando o diluendo il latte di cocco;
- crema o panna di cocco, cioè una emulsione estratta dall'endosperma maturo del frutto del cocco con o senza qualsiasi aggiunta di acqua;
- concentrato di crema al cocco, ottenuto dopo la parziale rimozione dell'acqua dalla crema di cocco.[6]

## Composizione
Il latte contiene tutte le sostanze nutritive della polpa proteine ed oli vegetali. Di conseguenza è molto calorico, anche se la quantità di calorie per 100 g dipende dalla quantità di acqua residua o aggiunta durante la preparazione. La composizione finale dipende non solo dalla percentuale di acqua ma anche dall'età e dalla zona di origine delle noci dalla raccolta e dal processo di estrazione.
In base al tenore di grassi viene classificato dal Codex Alimentarius come latte o panna (chiamata comunemente con l'aglicismo "crema") di cocco:
| Classificazione del latte e della panna di cocco | Classificazione del latte e della panna di cocco | Classificazione del latte e della panna di cocco | Classificazione del latte e della panna di cocco | Classificazione del latte e della panna di cocco | Classificazione del latte e della panna di cocco |
| Prodotto                                         | Solidi totali ( % m / m ) Min.-Max.              | Solidi non grassi Min. (% m / m)                 | Grasso Min. (% m / m)                            | Umidità Max. (% m / m)                           | pH                                               |
| ------------------------------------------------ | ------------------------------------------------ | ------------------------------------------------ | ------------------------------------------------ | ------------------------------------------------ | ------------------------------------------------ |
| Latte di cocco leggero                           | 6.6 - 12.6                                       | 1.6                                              | 5                                                | 93.4                                             | 5.9                                              |
| Latte di cocco                                   | 12.7 - 25.3                                      | 2.7                                              | 10                                               | 87.3                                             | 5.9                                              |
| Crema di cocco                                   | 25.4 - 37.3                                      | 5.4                                              | 20                                               | 74.6                                             | 5.9                                              |
| Concentrato di crema di cocco                    | 37,4 min.                                        | 8.4                                              | 29                                               | 62.6                                             | 5.9                                              |

Il latte di cocco è ricco di proteine come albumina, globulina, prolammina e glutenina in particolare con una forte presenza di arginina e acido glutammico. Il latte di cocco reperibile in commercio è in genere ricco anche di carboidrati, ed è più denso del latte vaccino o di altri tipi di latte di origine vegetale (riso, soia). Nei prodotti in commercio possono essere aggiunti emulsionanti e addensanti che aiutano ad aumentare la disperdibilità e la stabilità delle emulsioni alimentari; esempi di tali sono fosfolipidi, cefalina e lecitina che sono stati trovati nel latte di cocco.

## Preparazione
Il latte di cocco è ottenuto:

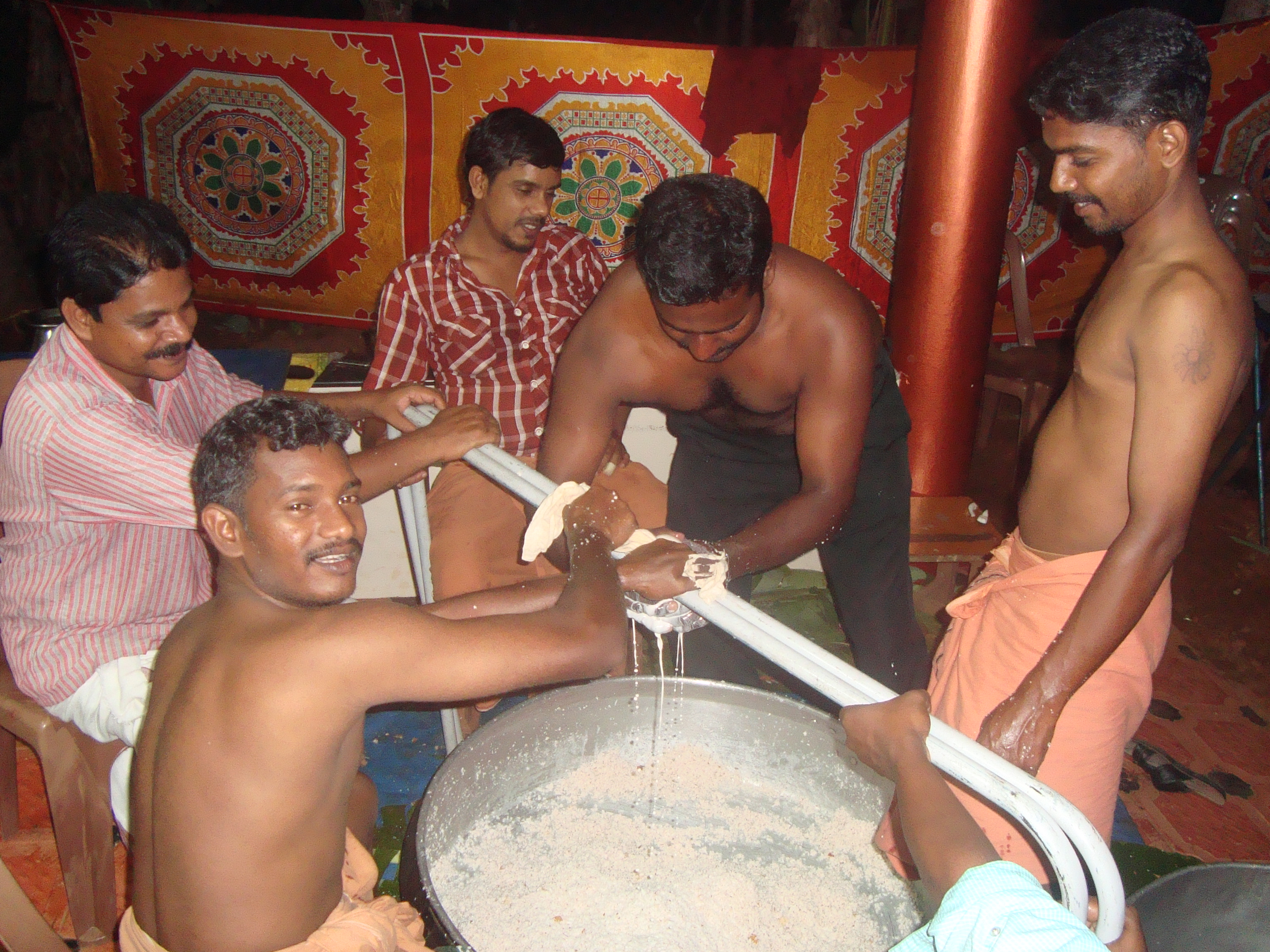
Produzione artigianale di latte di cocco in Kerala (2011)

1. da una quantità significativa di endosperma (la polpa bianca all'interno del nocciolo)  fresco separato, intero, disgregato, macerato o sminuzzato ed espresso e filtrato per escludere fibre e residui, con o senza acqua di cocco e/o acqua aggiunta;
2. oppure ricostituendo il latte o la crema di cocco disidratata con acqua potabile;
3. oppure disperdendo l'endosperma di cocco disidratato, finemente sminuzzato (copra macinata)[11], con acqua potabile;
4. oppure combinando il metodo 1 e 3 descritti sopra.

Il tutto trattato a caldo, in modo appropriato, prima o dopo essere stati chiusi ermeticamente in un contenitore, in modo da prevenire il deterioramento.
La preparazione di latte di cocco può essere eseguita in modo artigianale: è sufficiente portare a bollore acqua in un recipiente metallico e aggiungervi la copra in polvere o in scaglie, lasciare riposare a fuoco spento rimestando ogni tanto, ed infine separare la polpa dal liquido. L'efficienza di questo metodo è comunque molto bassa, considerando che oltre la metà delle proteine e dei grassi vegetali rimane nella polpa.
La produzione industriale con filtropresse e/o centrifughe permette di realizzare un latte di cocco senza acqua aggiunta, sfruttando l'acqua di cocco presente nella noce di cocco.

## Consumo

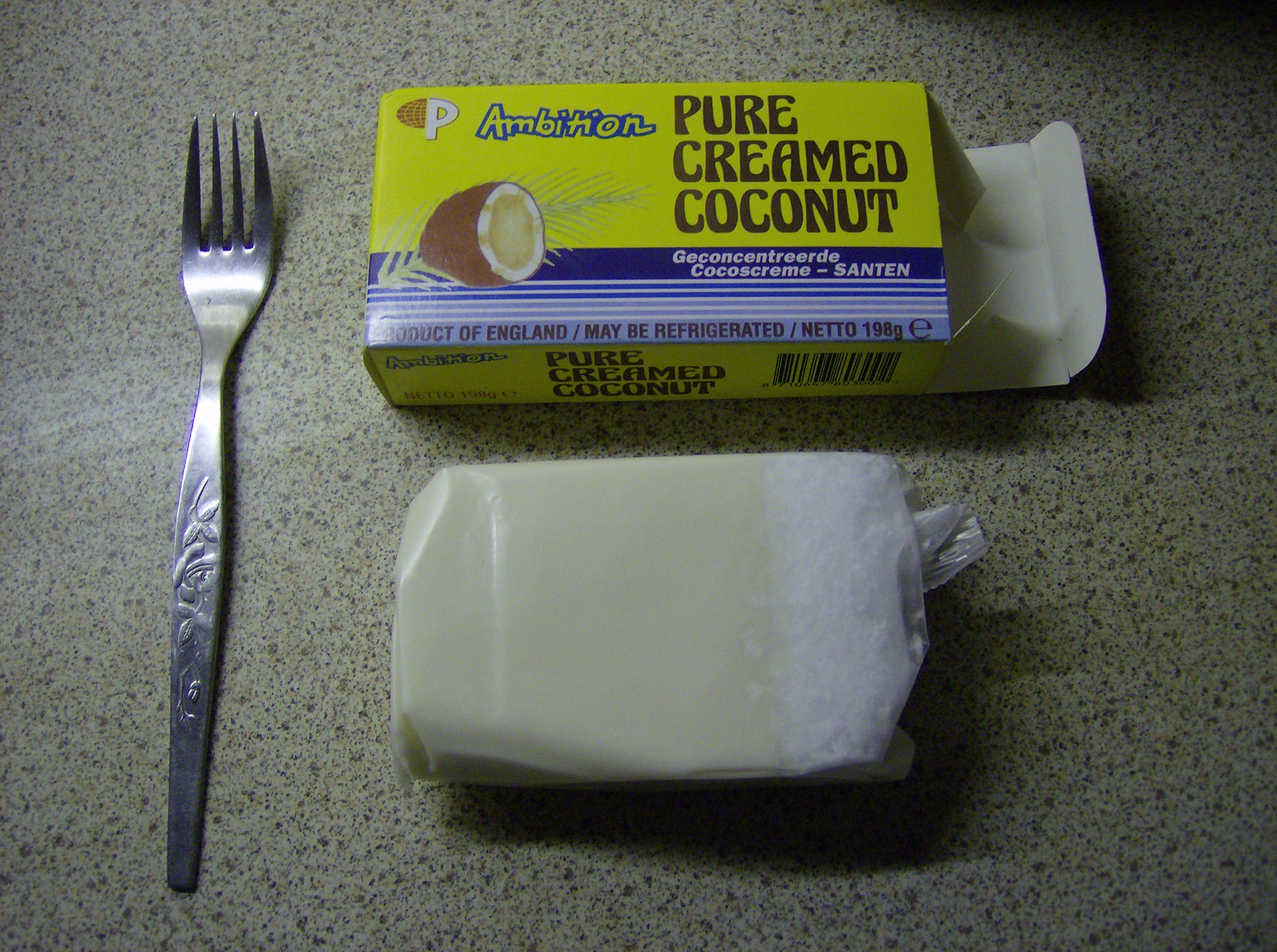
Latte di cocco condensato

Il latte di cocco è un alimento comune in tutti i paesi dove cresce la Cocus nucifera: è consumato principalmente in Asia ma anche in America centro-meridionale.
Nei paesi dove non crescono palme, il latte di cocco è comunemente venduto disidratato o in lattina.
Viene usato nella preparazione di numerosi piatti della cucina orientale e tra questi per il lemang.